# Basilianer
Basilianer eller basileianer är munkar och nunnor som följer de regler och föreskrifter som ställdes upp av Basileios den store. Basileios den store är även känd som det grekiska munkväsendets fader och namnet har oegentligt använts som en allmän benämning på grekiska munkar.